# カモヘロ・モコチョ
カモヘロ・モコチョ（Kamohelo Mokotjo, 1991年3月11日 - ）は、南アフリカ共和国・オデンダールスラス出身の同国代表のサッカー選手。ポジションは守備的ミッドフィールダー（コントローラー、ボランチ）。

## 経歴
12歳で出場した、フランスで開催されたダノンネーションズカップではU-12南アフリカ代表のキャプテンとして、同国を優勝に導いた。
出身地であるスーパースポート・ユナイテッドでプロキャリアをスタートさせ、2009年にオランダリーグのフェイエノールトに移籍、同時にSBVエクセルシオールへ期限付き移籍し、2009-10シーズンのタレント･ファン・ヘット･ヤールに選ばれる。翌2010-11シーズンにはフェイエノールトに戻り、監督マリオ・ベーンのもとでトップチーム入り。多くの怪我人のためにスタメンをつかみ、ヴィレム・ファン・ハネヘムによって「2年以内に欧州最高の選手になれる」と絶賛された。
2011年夏からフェイエノールトの監督に就任したロナルド・クーマンの信頼を得る事はできず、リザーブチームでは右サイドバックやCBでの出場を強いられた事で2013年夏、PECズヴォレに完全移籍し3年契約にサイン。本来のポジションで即座に大きな輝きを放ち、ズヴォレでの公式デビューとなったエールディヴィジ第1節のフェイエノールトとのホームゲームで3-2の勝利。このシーズンでエールディヴィジ最高のMFの一人に成長し、KNVBカップ決勝ではアヤックスを5-1で下してズヴォレの初カップ獲得に大きく貢献した。
2014年夏にもヨハン・クライフ・スハールでアヤックスを1-0で下した後に、FCトゥウェンテへ移籍、4年契約にサインした。
2017年7月7日、EFLチャンピオンシップのブレントフォードFCと3年契約を結んだ。
2020年8月20日、メジャーリーグサッカーのFCシンシナティにフリーで加入。

## 代表歴
南アフリカ共和国代表にも選出され、2012年9月11日のモザンビーク代表戦で代表戦デビューを果たした。

## プレースタイル、評価
コントローラーとしてポジショニングとプレー展開を読む能力に優れ、適切なタイミングでの前進守備でボールにプレッシャーを掛けることができ、優れたテクニックでボールをほとんど失わず、スペースを素早く見つけて正確なパスを出す事ができる。
ヴィレム・ファン･ハネヘムは2010年9月にエールディヴィジでデビュー直後のモコチョについて「2年以内に欧州最高の選手の一人になれる。ルネ･ファン･デル･ガイプは体格が小さすぎると繰り返していたが、欧州のベスト10プレイヤーはみんな小さい」と語った。
ズヴォレの監督ロン・ヤンスはFCトゥウェンテへの移籍が決まったモコチョについて「ポジションプレーではエールディヴィジのベストプレイヤー。FCバルセロナのティキ・タカに加わる事もできる」と賞讃した。

## タイトル

### クラブ
PECズヴォレ
- KNVBカップ (1) : 2013-14
- ヨハン・クライフ・スハール (1) : 2014